# Mistrzostwa Europy U-19 w Piłce Nożnej Kobiet 2024 (eliminacje)/Runda 1 Grupa A3
W Grupie A3 eliminacji do Mistrzostw Europy U-19 2024 brały udział następujące zespoły:
- Austria U-19
- Czarnogóra U-19
- Dania U-19
- Polska U-19

## Stadiony
Na podstawie:
| Enzesfeld-Lindabrunn   | Mapa miast-gospodarzy               | Wiener Neustadt         |
| ---------------------- | ----------------------------------- | ----------------------- |
| Sportschule Lindabrunn | Enzesfeld-LindabrunnWiener Neustadt | Stadion Wiener Neustadt |
| Pojemność: ?           | Enzesfeld-LindabrunnWiener Neustadt | Pojemność: 4 000        |
|                        | Enzesfeld-LindabrunnWiener Neustadt |                         |

## Tabela
| Reprezentacja   | M | W | R | P | Br+ | Br- | +/- | Pkt. |
| --------------- | - | - | - | - | --- | --- | --- | ---- |
| Austria U-19    | 3 | 3 | 0 | 0 | 9   | 1   | +8  | 9    |
| Dania U-19      | 3 | 1 | 1 | 1 | 10  | 3   | +7  | 4    |
| Polska U-19     | 3 | 1 | 1 | 1 | 6   | 5   | +1  | 4    |
| Czarnogóra U-19 | 3 | 0 | 0 | 3 | 0   | 16  | -16 | 0    |

## Wyniki
| 25 października 2023 14:00 CET | Polska U-19 · Kuprowska 79' | 1:1(0:0)Raport | Dania U-19 · 90+1' Aagaard | Sportschule Lindabrunn, Enzesfeld-Lindabrunn Sędzia: Tatyana Sorokopudova |
|                                |                             |                |                            |                                                                           |

| 25 października 2023 18:00 CET | Austria U-19 · Ojukwu 10' · Natter 28' · Gutmann 82' | 3:0(2:0)Raport | Czarnogóra U-19 | Stadion Wiener Neustadt, Wiener Neustadt Sędzia: Sabina Bolić |
|                                |                                                      |                |                 |                                                               |

| 28 października 2023 13:00 CET | Dania U-19 · Jørgensen 10' · La Cour 16', 20', 34', 41' · Lerche 29' · Boričić 60' (sam.) · Luplau 67' | 8:0(6:0)Raport | Czarnogóra U-19 | Sportschule Lindabrunn, Enzesfeld-Lindabrunn Sędzia: Merima Čelik |
|                                | |                |                 |                                                                   |

| 28 października 2023 17:00 CET | Austria U-19 · Sisic 18' · Mädl 45+3' · Ziletkina 71' · Fankhauser 90' | 4:0(2:0)Raport | Polska U-19 | Stadion Wiener Neustadt, Wiener Neustadt Sędzia: Abigail Byrne |
|                                |                                                                        |                |             |                                                                |

| 31 października 2023 14:30 CET | Dania U-19 · Sørensen 80' | 1:2(0:0)Raport | Austria U-19 · 66', 78' Mädl | Stadion Wiener Neustadt, Wiener Neustadt Sędzia: Abigail Byrne |
|                                |                           |                |                              |                                                                |

| 31 października 2023 14:30 CET | Czarnogóra U-19 | 0:5(0:2)Raport | Polska U-19 · 25' Piksa · 43' Półrolniczak · 60' Gutowska · 74' (k) Cyraniak · 80' Bogucka | Sportschule Lindabrunn, Enzesfeld-Lindabrunn Sędzia: Sabina Bolić |
|                                |                 |                |                                                                                            |                                                                   |

## Strzelczynie

### 4 gole
- Clara La Cour

### 3 gole
- Valentina Mädl

### 1 gol
- Hannah Fankhauser
- Sarah Gutmann
- Linda Natter
- Nicole Ojukwu
- Almedina Sisic
- Alisa Ziletkina
- Alma Aagaard
- Ida Jørgensen
- Mie Lerche
- Emilie Luplau
- Jóhanna Sørensen
- Aleksandra Bogucka
- Jagoda Cyraniak
- Julia Gutowska
- Wiktoria Kuprowska
- Paulina Piksa
- Magdalena Półrolniczak

### Gole samobójcze
- Ivana Boričić (dla  Danii)